# 石原希望
石原 希望（いしはら のぞみ、2000年〈平成12年〉7月25日 - ）は、日本のAV女優、YouTuber。LIGHT所属。

## 経歴
2020年6月、5メーカーからAV女優デビュー。
デビュー作となる『新人 めっちゃ性格の良い方言美少女AV DEBUT 石原希望』が2020年5月2日のFANZA通販フロア・デイリーランキング2位。5月3日のデイリーランキングで1位を記録。5月25日のデイリーランキングでは10位までに主演4本（3タイトル）がランクインした。
2020年5月30日、FANZA AV動画フロアランキングでも初登場1位を記録。6月度の月間ランキングでは作品及び女優別部門でともに2位を記録した（1位はともに安齋らら）。
2020年6月19日、講談社・ミスiD2021にエントリー。カメラテスト進出。同年10月3日、セミファイナリスト進出。11月20日、ミスiDファイナリスト進出。
2020年上半期の女優別アダルトビデオ売り上げ第2位。同年7月のFANZA通販フロア月間AV女優ランキングで個人1位を記録。月刊FANZA発表「このAV女優がすごい!2020夏」新人部門1位獲得。
2020年10月13日よりYouTubeチャンネル「のぞちゃん」を開設。諸般の事情から当初YouTube内では「のん」、もしくは「NON」を名乗り、公式ページも別ページを開設していた。同年10月29日に徳間書店から初の写真集を発売。
2020年11月よりMOODYZ（ムーディーズ）専属女優となる（それまでに撮影済みのものは他メーカーから順次発売）。同じく11月、「石原希望」の単語が週刊プレイボーイ選定・2020年AV流行語大賞第4位に選ばれる（個人名では唯一のランクイン）。
1年間の出演DVD総売り上げで決定する、FANZA発表2020年年間AV女優ランキング7位を獲得。
2021年2月、月刊FANZA発表「このAV女優がすごい!2021冬」で1位獲得。2021年3月、出演した『フェス帰り相部屋NTR彼氏の愚痴を聞いてくれるバイト先の店長と性欲解消するまで中出ししまくった絶倫性交』が週刊プレイボーイ選定「2021年エロデミー賞」作品賞を受賞。2021年4月11日、ミスiD2021ニュージェネレーションポルノスター賞受賞。2021年4月に発表されたアサヒ芸能「2021現役AV女優SEXY総選挙」で第26位。2021年8月発表「読者300人が選んだFLASH 2021セクシー女優ランキング」読者投票7位。同年8月、月刊FANZA発表「このAV女優がすごい!2021年夏」第2位。
2021年11月9日、FANZA・VR動画5周年キャンペーン2021・VRセクシー戦士（ムーディーズ担当）就任。
2021年12月、アサヒ芸能が独断と偏見で選ぶ「アサ芸AV大賞」でグランプリを受賞。光文社『FLASH』発表の2021年セクシー女優ランキング第20位。
2022年3月、集英社『週刊プレイボーイ』2022年エロデミー賞において、出演した『激イキ182回!膣痙攣3714回!本気汁13478cc!禁欲焦らしオーガズム大覚醒スペシャル!!』が長編ドキュメンタリー賞受賞。
2022年4月、FANZA『ゴールデンウィーク大感謝祭キャンペーン2022』キャンペーンガールに就任。2022年5月に発表されたアサヒ芸能「2022現役AV女優SEXY総選挙」で第47位。
2023年5月27日、初のワンマンライブを開催。また同年2月27日には、LIGHTと音楽レーベル「Milky Pop Generation」とが共同開催した音楽ライブ「MOON-LIGHT伝説」に出演。
2023年5月に発表されたアサヒ芸能「2023現役AV女優SEXY総選挙」第46位。6月1日、東京・三軒茶屋グレープフルーツムーンで3度目のソロライブ開催。
2023年7月3日週FANZA動画フロアランキングにて、2022年12月に発売された出演アンソロジー作品『【福袋】S-Cute 可愛い子だけ15作品をノーカット収録38時間!』が1位を記録。8月7日週FANZA動画フロアランキングにて、同作品が3位再浮上。
2023年9月から開始された実写版『カラミざかり』シリーズにおいて新山智乃役を務めた。同作では役作りのため、金髪にしている。シリーズ第1作は9月11日週FANZA動画フロアランキング初登場1位を記録。シリーズ第2作は同年9月11日週FANZA通販フロアランキングで初登場8位を記録。10月9日週FANZA動画フロアランキングでは1位を記録した。FANZA動画フロア11月度女優ランキング4位。同12月度女優ランキングでも4位を維持。

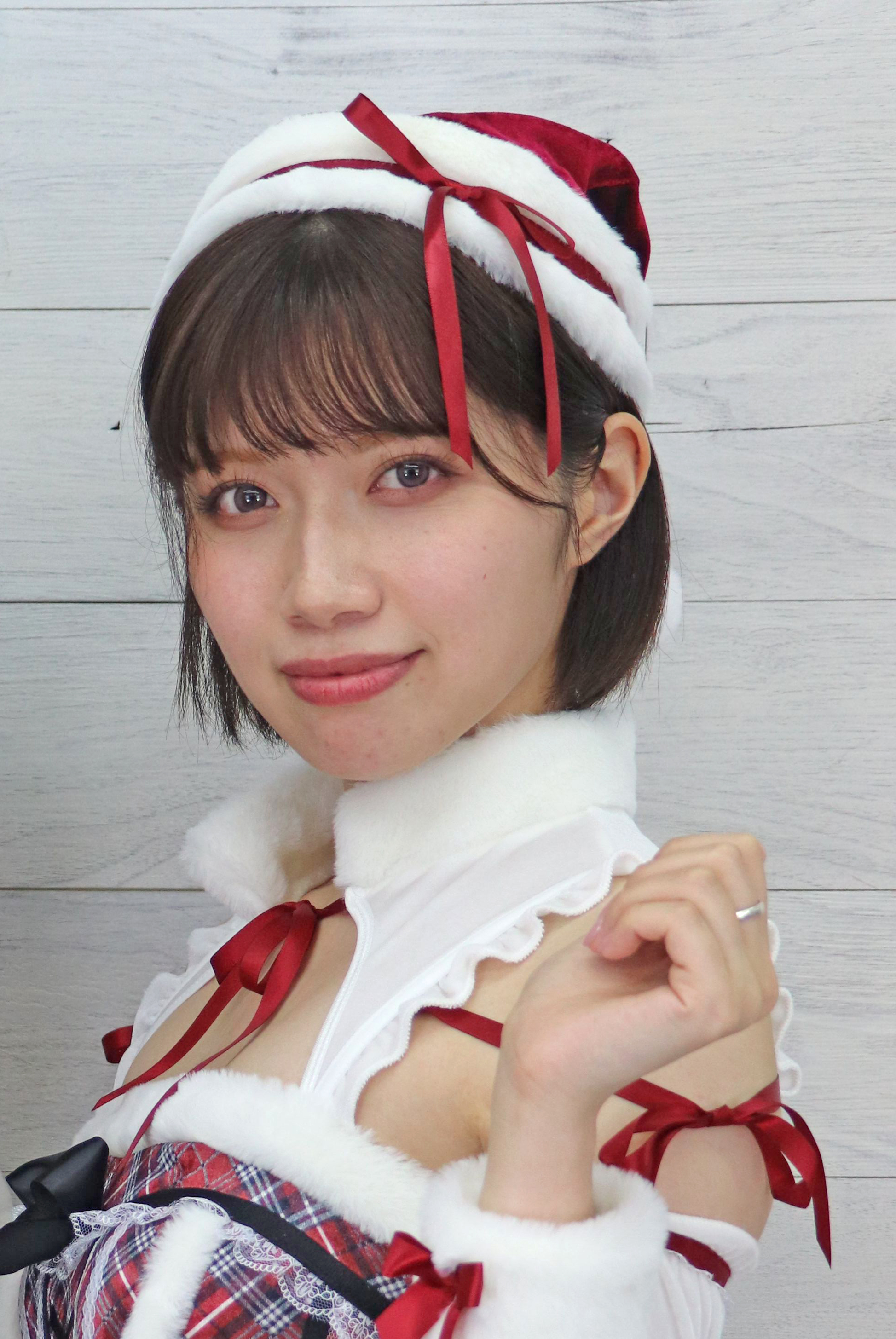
2023年12月撮影

2023年12月18日、東京・三軒茶屋グレープフルーツムーンでワンマンライブでは、ロングヘア―姿を見せ、『あの鐘を鳴らすのはあなた』などを9曲を歌唱した。
2024年1月30日から2月4日まで、デジタル写真集シリーズ「Count Sheep」「#Escape」「#LadyMary」「とられち」の合同写真展『360° -フィクションとリアル-』が東京・渋谷ルデコにて開催。開催前日に行われた同写真展のレセプションに、河北彩花、葵いぶき、うんぱい、miru、古川ほのか、未歩なな、桃園怜奈と共に出席した。
FANZA動画フロア2024年1月度月間AV女優ランキングで4位を記録。
2024年2月12週FANZA通販フロアランキングにおいて、出演した『MOODYZファン感謝祭 バコバコバスツアー2024 AV男優発掘＆育成スペシャル!! AV男優を目指す素人16名とAV女優16名の1泊2日大乱交ツアー!』が初登場1位となった。
2024年2月28日、役作りのため再び金髪にしたことを報告した。FANZA動画フロア2024年2月度月間AV女優ランキングで10位を記録。
2024年4月、同月23日から5月17日までFANZAで開催のキャンペーン企画『GW大感謝祭2024』のキャンペーンガール（計5名の内の1人）に就任。
2024年8月26日週FANZA動画フロアランキングにて、出演した『カラミざかりVR SIDE:T＆K ダブルパック』が7位にランクイン。同じく『オタクに優しいイケイケGALとまさかの化学反応…汗と精液の匂いに包まれた青春セックス劇 石原希望 葵いぶき』が3位にランクインした。
2024年9月14日、台湾・JKFが共催のもと、日本初のセクシー女優のみで行うプール撮影会『TREND GIRLS 撮影会 2024』に参加。イベントを盛り上げたことが報道された。
2024年10月25日の『舞台版月ともぐら』では、葵いぶきとともに『Mi LUNA from お月ちゃんのうた』の新メンバーとして加入することが発表された。同年12月24日、光文社『FLASH』が独自集計した「FLASHセクシー女優ランキング2024」で8位。バラエティ番組で見せるトーク力とエロのギャップが票につながったと同誌は分析。バラエティー女王の二つ名で紹介された。
2025年2月24日週FANZA動画フロアにて共演作『Go to セックストラベル！パコらなくちゃAV女優じゃないじゃん！ガチ親友2人のヤリまくり中出しおまん飛行☆in南国 葵いぶき 石原希望』が初登場6位。5月には『TREND GIRLS撮影会2025』に参加したことが報道された。

## 人物
四国出身、大阪育ち。デビューのきっかけは「男優さんとのセックスにすごく興味がありました」。「好奇心旺盛なのでやるしかない！が8割」だったという。元々はちょっとした興味から専門学校を卒業してから内定していた企業に就職するまでの2ヶ月間だけAV女優をするつもりだったが、その間に新型コロナの感染者が急増。内定していた企業はコロナ禍の影響をモロに受ける業界だったため先行きが不透明になり、「このまま就職してしまっていいのか?」という疑問符が浮かんだ事、また普通なら人から評価される事柄でもないはずのセックスでスタッフから評価されたうえに現場で仕事するのも楽しく、さらに同世代の女性よりも収入も多く東京で困窮する心配もないことから、内定していた企業への就職を辞退しAV女優としての活動を続けることにした。
趣味はマンガ・アニメ鑑賞。特技は一輪車、指パッチン。中学時代は吹奏楽部だったことで金管楽器、ピアノがある程度ひける。
人懐っこく饒舌なキャラクターで、AV総合専門誌のインタビュー取材ではデビュー直後にもかかわらず「AV5年目のインタビュー」と例えられた。ライターの姫乃たまは「デビュー作にして業界15年目みたいなフェラチオ」とテクニックを褒めている。コロチキ西野は「女版・インディアンス田渕」とキャラクターを例えている。理想の女性像は夏木マリ。しゃべりの能力を褒められることも多いが、偏見でみられることの多い職業を人柄でカバーできるようになればと考えている。前述の西野からは「地方のバラエティーに出てそう」とも言及されているが、実際に2021年より約3年間テレビ埼玉『ビ～チ9』でアシスタントMCを担当していた。
Mi LUNA from お月ちゃんのうたメンバーでもある未歩ななからは性格を「人を笑わせるのが好きなあったかい人」、古川ほのかからは「決断力がある子」と評されている。
一方で自身の音楽ライブでのフリートークは少なめで、音楽プロデューサーの広渡弘樹は「恥ずかしさの裏返し」と分析。のどが強く基本的には男性曲をそのキーのまま歌える（『月で逢いましょう vol.74』ではアンコール曲以外すべて男声楽曲で構成）ことなど、広渡は声質をギフテッドと例えている。

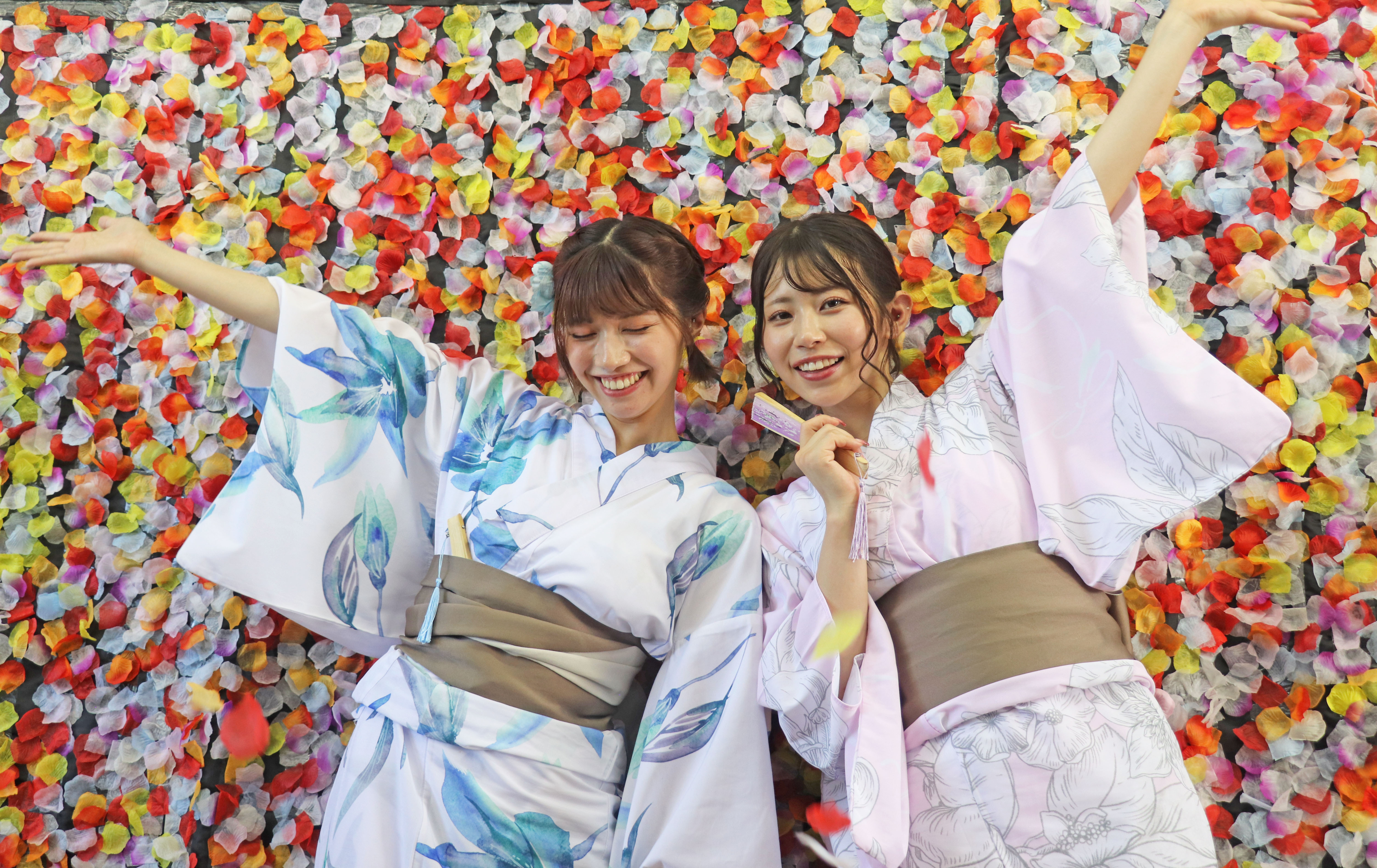
葵いぶきとの2ショット（2024年撮影）

同じMOODYZ専属の葵いぶきとは広報を通じて「似てる」と言われた2022年以降、以来プライベートで交友を持ち、前述の「バコバコバスツアー2024」でも揃ってMC役を務めるなど別々の事務所ながら仕事面でも共演が増えた。2人のコンビは「ぞのぶき」と呼称されている。
初めてのAV視聴は小学1年生で友人の父親が持っていた作品。同じことをしてみたいと友人と胸を舐めあった。小学4年生のときに見た動画でオナニーを知り、小遣いで新しい電動歯ブラシを買い、股間を刺激した。
デビュー作から絶賛されたフェラチオは専門学生時代に、彼氏によって鍛えられたもの。彼氏からの教えは「舌先で舐める」「どこを気持ちよさそうにするか、表情を見ろ」等。裏筋をなめるなどの基礎技巧から、竿を咥える際の唇の締め具合も指示された。その際には唇がエロいなど調子に乗せるコーチングが上手く、アマチュア時代ながらプロで通用するほどの上達・完成をしていたという。
月刊FANZA編集長・大木テングーは「AVに対する後ろめたさがなく、自分のやりたいことを楽しめる新世代女優」と批評した。AVプロデューサーの智子は「どんな演出も及ばない最高のセックスができる」「（自分を）曝け出すことができ、そのうえで曝け出す恥じらいも持っている」女優と述べている。
AV監督のさもありは「人懐っこく終始楽しそうでホッとしてくれる半面、男の転がし方は悪魔のよう」と論評した。
ドラマ作品での評価が高いが、「ドラマ物で私をやっているだけ」「素の自分が当てはまったときに力を発揮してるだけ」「シチュエーションと私の性格や感情が相まった時に評価が高いだけ」と述べ、演じてる感覚や演技がうまい自覚はない。逆に当てはまらなかったり、入りづらいと感じると自信がなくなり、作品評も悪いと答えている。
2020年10月時点の夢は、AVを観ない人にも注目される人になること。
普段は関西弁で話す（インタビュー等で共通語で話す場合も訛りが残る）。ドラマ物で関西弁を話さない役を演じる場合も喘ぎ声に混じることがある。両親は離婚しており、母は関西在住。猫3匹と暮らしており、職業のことも明かしている。2025年春に初めて母が上京し、約5年ぶりに母と2人っきりの時間を過ごした際には別れのタイミングで号泣した逸話を持つ。
なお、アダルトビデオは基本的に自分の出演作しか視聴しておらず、作品は最初から最後までチェックしており、撮影の後日撮影を思い出し性欲も満たしている（本人はこれを「追いオナニー」と呼称している）。
一時期パイパンにしていたが現在は再び陰毛を生やしている。なお、脱毛は事務所に無断で行ったため、マネージャーに事後報告した時は怒られたと明かしている。

## 作品
◎はBD版発売作品。

### アダルトDVD / BD
- 新人 めっちゃ性格の良い方言美少女AV DEBUT 石原希望（6月1日、MOODYZ）[74][80] ◎
- 顔面オニかわ! 円形エロ巨乳! ポジティブ元気! こんな娘のSEXが見たかった… 一般女子大生のぞみ（19歳）E-BODY Debut（6月13日、E-BODY）※「のぞみ」名義 ◎
- フェス帰り相部屋NTR 彼氏の愚痴を聞いてくれるバイト先の店長と性欲解消するまで中出ししまくった絶倫性交 石原希望（6月25日、Kawaii*）
- 両親が旅行でいない二日間、幼馴染に欲望剥き出しでハメまくった中出し記録。 石原希望（6月25日、ダスッ!）[81][82]
- めっちゃ性欲の強い方言美少女 はじめてのナマ中出し 石原希望（6月25日、本中）◎
- この女、肉喰系。天性の舌技 喰べるようにフェラする女。 石原希望（7月25日、ダスッ!）
- 会社の飲み会で酔いつぶれた僕は、妻がいるのに部下の家に泊まってしまい… 普段は真面目で大人しい部下の誘惑に、僕は耐え切れずに何度も中出ししてしまった。 石原希望（8月7日、BeFree）
- 円女交際 中出しoK18歳 関西黒髪ショートピンク乳首巨乳娘 石原希望（8月8日、パコパコ団とゆかいな仲間たち/妄想族）[83]
- 人生初の追撃ピストントントーン! にエロス大爆発 脱水症状寸前びっちゃびちゃイキ潮お漏らしえちえち覚醒スペシャル 石原希望（8月25日、kawaii*）
- 性格が良すぎる色白巨乳の彼女が俺の親父に寝取られ種付けプレスされていた。 石原希望（8月25日、ダスッ!）
- 彼女の妹に愛されすぎてこっそり子作り性活 石原希望（8月25日、本中）◎
- 大嫌いな先生と中出しNTR見せつけられながら学園の人気No.1同級生にニヤニヤ射精管理され続けたボク。 石原希望（9月1日、MOODYZ）
- この子ヤバイ! めちゃくちゃ可愛いのに性欲モンスター 石原希望（9月1日、S-Cute）
- 大嫌いな先生と中出しNTR見せつけられながら学園の人気No.1同級生にニヤニヤ射精管理され続けたボク。 石原希望（9月2日、MOODYZ）
- ボクのことを好き過ぎるご奉仕メイドとのなんともうらやましい日常。石原希望（9月11日、クリスタル映像）[83]
- はじめて彼女ができたので幼なじみとSEXや中出しの練習をする事にした 石原希望（9月13日、MOODYZ）[84]
- 親友彼氏を夜●いNTR。欲望に敗れ、寝ている親友の真横で親友彼氏とハメまくる本気で濃厚な孕ませ性交 石原希望（9月16日、Million）
- 大嫌いなオヤジ相手なのに…めっちゃ優しい!! 何でも受け入れてくれる超可愛い制服ビッチと全身べちょ舐めで中出しSEXしまくった記録ビデオ 石原希望（9月19日、kira☆kira）
- 町内キャンプNTR テントの中で中出しされた妻の衝撃的寝取られ映像 石原希望（9月25日、マドンナ）[83]
- ある日突然、息子のデカ尻彼女にガンガン杭打ち中出しでニヤニヤ痴女られまくった。 石原希望（9月25日、本中）[83] ◎
- 完ナマSTYLE@文学女子石原希望 文学女子に誘われて（9月27日、First Star）
- 男っぽい幼馴染の胸を勢いで揉んだら、急に女っぽく感じ始め変な雰囲気に… 石原希望（9月30日、Hunter）
- 金欲しさに気持ち悪いオヤジと援交したら体の相性抜群でトロけるほどヤバイセックスだった。 石原希望（10月7日、BeFree）
- 私、実は夫の上司に犯●れ続けてます… 石原希望（10月13日、溜池ゴロー）
- 彼女の友達が耳元でイクイク囁き淫語で何度も中出しを誘惑 石原希望（10月13日、MOODYZ）
- 性欲の溢れたエロ過ぎ制服美少女が汗だくになって男を貪る絶倫性交 石原希望（10月13日、無垢）
- 1日1組限定の隠れ宿! 常に若女将が密着つきっきりで丁寧に貴方の肉棒をもてなす最高の射精旅館 石原希望（10月14日、Fitch）
- 東京ロマンス白書「アンタ絶対私のこと好きになる!」 天真爛漫なキャラクターとフレンドリーな関西弁と感情剥き出しのセックスに心を掻き乱され… 気づけば虜になっていたんだ。 石原希望（10月25日、kawaii*）[77]
- 制服美少女とオヤジ教師の見つめ合って絡ませ合う禁断のベロキス連続中出し 石原希望（10月26日、本中）[77]
- MOODYZ専属決定! 顔射しても、おねだり中出し! 相部屋4本番Special 石原希望（11月13日、MOODYZ）[80] ◎
- 舐めるのスキやからしゃぶるのヤメへんで 石原希望（12月13日、MOODYZ）

- あれれ? チクビ敏感やん 僕を子供扱いするイトコのお姉ちゃんにず～と乳首責められ射精バカになった3日間… 石原希望（1月13日、MOODYZ）
- めっちゃ性格の良い方言美少女がドキドキ初挑戦 ご奉仕ソープランド 石原希望（2月13日、MOODYZ）
- 石原希望12本番中出しBEST本中出演作品完全収録超お得版（2月25日、本中）※単体ベスト
- 激イキ182回! 膣痙攣3714回! 本気汁13478cc! 禁欲焦らしオーガズム大覚醒スペシャル!! ～30日間溜め込んだ性欲が爆発した一日～ 石原希望（3月13日、MOODYZ）
- 絶品美少女の肉感と天性の舌技 ノゾミカナエル 石原希望（3月13日、ダスッ!）
- めっちゃ濃厚で優しくてイヤラしい 最高の筆おろし 石原希望（4月13日、MOODYZ）
- 石原希望のメイドしちゃうぞ!（4月17日、クリスタル映像）
- ヤリチン先輩に車で送ってもらった巨乳彼女が今日、無断欠勤している…。 石原希望（5月13日、MOODYZ）
- ケダモノ女上司が出張先で仕組んだオメコ狂い相部屋 朝まで10発ヌキ尽くすマラ喰い逆NTR（6月13日、MOODYZ）
- 「もう射精してるってばぁ」状態でもヌイてくる連続中出しOK追撃男潮OK回春エステ（7月13日、MOODYZ）◎
- 夜を使い果たして朝陽が昇るまでの二人っきりの自宅でただひたすら石原希望に痴女られたい。（8月13日、MOODYZ）
- むっちゃスケベな方言女子がこってり搾る 風俗レジデンス 石原希望（9月21日、MOODYZ）
- 生意気な幼なじみの後輩と5日間のツンデレ同棲生活 石原希望（10月19日、MOODYZ）
- 憧れの希望先輩が屈強な水泳部員に輪●されてしまった…（11月16日、MOODYZ）
- 性欲が異常すぎる彼女のお姉さんが発情デカ尻で僕を圧殺! ひたすら鬼パコ杭打ちプレスで痴女られ暴走ピストン!（12月21日、MOODYZ）

- 深夜バイト逆NTR 客が減った時間を狙って痴女ってくるアルバイト（石原さん）におクチとマ●コで交互に中出し無限PtoMで何度も射精された店長の僕（1月18日、MOODYZ）
- いつも遠くから先輩を覗き見る童貞の僕を　至近距離に呼んで誘惑ベロキスSEXを痴女レクチャー 石原希望（2月11日、MOODYZ）
- 裏切られ媚薬漬けにされた最強捜査官 石原希望（3月15日、MOODYZ）
- 禁欲痴女と絶倫オヤジが狂ったようにヤリまくる 射精もアクメも無制限本能丸出し性欲モンスター温泉不倫旅行 石原希望（4月19日、MOODYZ）
- 終電逃して同僚の部屋にお泊り ノーブラ部屋着に我慢できずコンドーム使いきるまでヤリまくった 石原希望（5月17日、MOODYZ）
- 家、いきなり行ってイイですか? 絶倫ドM男クンのお宅へ突撃デリバリーSEX!! 金玉カラカラまでブチ抜くからな!! 石原希望（6月21日、MOODYZ）
- やっぱ好きやねん! 元気ハツラツな方言美少女石原希望 はじめてのMOODYZ 12時間BEST（6月21日、MOODYZ）※単体ベスト
- どうせ陰キャなお前ら修学旅行くそだったんだろ? 陽キャなうちらが最高の思い出作ってやんよ! 一日中弄られパコられまくった大人の修学旅行in東京 石原希望 葵いぶき（7月19日、MOODYZ）
- 女教師レ×プ輪姦 絶倫生徒達に犯され続けた私は何度も、何度も、中出しされて、イキまくっていた… 石原希望（8月16日、MOODYZ）
- 営業職の社員旅行NTR 結婚目前の巨乳彼女編 石原希望（9月20日、MOODYZ）
- ソープ部を新たにつくった生徒会長希望ちゃんがエッチな衣装で大奮闘! 発射無制限サービス 石原希望（10月18日、MOODYZ）
- 舐めじゃくり痴女ナース 全身リップ清拭でチ○ポがバグってドバドバ連射 石原希望（11月15日、MOODYZ）
- あの伝説のフェスが2年半ぶりに再開… NO SEX、NO LIFE! 相部屋NTR 誘っても来ない彼氏にムカついて会社の同僚とイチャトリップ! 性欲ブチ上げで気が狂うほど中出ししまくった脳バグ絶倫性交（12月20日、MOODYZ）[85] ◎

- えっ! 飲み屋でいきなり逆ナンしてきたくせに、焦らされまくって、寸止めされて、 射精の瞬間もチ●ポ放置されザーメンお漏らしするル―インドオーガズム×ハシゴ酒で 永遠に賢者タイムを与えられず何度も何度も精子を搾取される爆ヌキ中出し生パコ性交 石原希望（1月17日、MOODYZ）◎
- 規則正しいマシーンピストンで突き壊されたワタシ… 石原希望（3月21日、MOODYZ）
- ウチにしゃぶられたい人5秒で手上げて～ 石原希望 チ○ポ35本全部抜きフェラチオ4時間BEST（4月4日、MOODYZ）※単体ベスト
- 旦那（兄）と倦怠期な義姉は都合のイイ肉オナホ 欲求不満で僕のチ○ポを懇願 乳首ビンビンな卑猥ボディに何度も中出しアクメ! 石原希望（4月18日、MOODYZ）
- 痴漢の指マンがストライクすぎて… 声も出せず糸引くほど愛液が溢れ出し堕とされた私 石原希望（5月16日、MOODYZ）
- 2人っきりでイチャラブ!? ドキドキおめこデート ウチをメロメロに惚れさせたらナマ中出しSEXしたるで! 石原希望（6月20日、MOODYZ）
- 「お姉ちゃんより私の方がエエやろ」 舐め達者な彼女の妹に誘惑されシャブり堕ちしたサイテーな僕（7月18日、MOODYZ）◎
- キメセクせーへん? 隣に住む元ヤンチャ娘（現在は欲求不満な人妻）に誘われて脳バグイキ狂い中出し不倫 石原希望（8月15日、MOODYZ）◎
- カラミざかり 原作/桂あいり 累計販売数400万部突破 伝説の青春同人マンガ実写化 小野六花 石原希望（9月20日、MOODYZ）- 新山智乃役[86] ◎
- カラミざかり2 原作 桂あいり 累計販売数400万部超え シリーズコラボ第2章 小野六花 石原希望（10月17日、MOODYZ）- 新山智乃役[86] ◎
- 「お願いします… なんでもするからイカせてください」「だめ。うちがイイって言うまで、射精したらあかんで!」 彼女持ちのリア充男子を誘って一日中焦らす野外悶絶デートに我慢できたらナマ中出し 石原希望（11月22日、MOODYZ）
- 有名ヤリマンギャルに成長した幼馴染と地元で遭遇して3日3晩で12発もぶっこ抜かれた思い出 石原希望（12月20日、MOODYZ）◎

- 「希望と一緒に気持ち良くバカになっちゃえ」淫語マンズリ見せつけJOI アナタと同時に悶絶ブッ飛びシンクロ昇天オナサポ 【体液グチュ音アへ声ASMR主観】 石原希望（1月17日、MOODYZ）[87]
- マドンナ20周年記念5か月連続!\ 奇跡のコラボ第2弾!! 夫と子作りSEXをした後はいつも義父に中出しされ続けています…。 石原希望（1月30日、マドンナ）◎
- 1年ニートしていたダメ彼女を無理やりエステ店で働かせたら…。紙パンツからハミ出る勃起チ○ポをパンティ越し先っちょ2cm挿入! 僕に内緒で中出しまで楽しんでいた…!? 石原希望（2月20日、MOODYZ）
- MOODYZファン感謝祭 バコバコバスツアー2024 AV男優発掘&育成スペシャル!! AV男優を目指す素人16名とAV女優16名の1泊2日大乱交ツアー!（4月2日、MOODYZ）※配信版は3月15日、BD版は4月16日発売。◎
- はじめて彼女ができたのにど田舎はやる事がなくて二人で性欲モンスター化! コンドームも売ってないほど田舎なので汗だくでエンドレス中出しSEXしまくった　石原希望（4月16日、MOODYZ）
- 観れば絶対中イキさせられる! アナタもヌイて学べる 石原希望と一緒に! How to SEX! 「中イキできたら中出し」編  石原希望（5月21日、MOODYZ）
- 毎晩聞こえる義父と義母のドストライクピストンにガマン出来ず… 逆夜這いで何度も中出しを誘ってしまったワタシ（若妻）。 石原希望（6月18日、MOODYZ）
- いつも強気で男勝りなガテン系女上司の汗ばむ無防備おっぱいとふいに見せる寂しげな素顔に発情した僕は、欲望むき出し暴走ピストン 貪るようにハメ狂い中出ししまくって… 石原希望（7月16日、MOODYZ）
- やっぱ石原希望がめっちゃ好きやねん! MOODYZ12時間BEST vol.2（8月6日、MOODYZ）※単体ベスト
- 今日は最高射精回数目指そうな 遠距離恋愛の彼女と朝から夜まで一日10発射精しても精子が無くなるまで激しくチ●ポを求め続けた純愛絶倫性交 石原希望（8月20日、MOODYZ）
- カラミざかり番外編 ～その後の新山～ 桂あいり原作 シリーズ累計500万部超え実写化! 石原希望（9月17日、MOODYZ）◎
- MOODYZファン感謝祭バコバコバスツアー2024完全版 バコバス7時間50分 + うらバコ4時間 + 未公開シーン収録13時間（9月17日、MOODYZ）◎
- ピンサロ行くほどフェラ好きなん? 2度と風俗行けないようにウチ（ギャル彼女）の10回転分のエッグ～いフェラでヌキまくったるからな（10月15日、MOODYZ）
- 宿題代行するだけでおま○こ貸してくれる入り浸り幼馴染ギャル SEXのハードルが低すぎて調子に乗って20発も中出ししまくった話 石原希望（11月19日、MOODYZ）
- 「手でさするのは浮気にならないよ?」 三連泊した宿場で彼女の妹の小悪魔手コキに擦り堕ち17発射精して寝取られたボク 石原希望（12月17日、MOODYZ）

- 「えっここでハメるん!? ん… イクっ!」 挿れれば勝ち! 知らない女だけが損をする! 効果凶悪! 媚薬巨根に出会って3秒で堕ちちゃった私…。 石原希望（1月21日、MOODYZ）
- Go to セックストラベル! パコらなくちゃAV女優じゃないじゃん! ガチ親友2人のヤリまくり中出しおまん飛行☆ in 南国 葵いぶき 石原希望（3月4日、MOODYZ）◎
- 「浮気なんてするもんか…!」 ボクは1mmも腰を動かしてない!なのに… 小悪魔巨乳バイトちゃんの杭打ちピストンで何度も何度も中出しシテしまった… 石原希望（3月18日、MOODYZ）
- 衝撃超スクープ! ハニートラップを仕掛けてナンパ師にお持ち帰りされた石原希望盗撮スキャンダル映像そのままAV発売! プライベートSEX丸裸スペシャル!!（4月15日、MOODYZ）
- ※台本一切無し! 一ヶ月禁欲した石原希望を焦らして寸止めを繰り返し極限まで感度を高めた後のケダモノ大乱交 石原希望（5月20日、MOODYZ）[88]
- 顔面特化 舐めしゃぶりバキューム吸引で搾り抜く淫語痴女 石原希望（6月17日、MOODYZ）
- 学校内どこでも寸止めリモバイ調教 イッたら最後… 絶倫生徒たちの中出し沼に堕ちた新任教師 石原希望（7月15日、MOODYZ）
- 明るさとエロさ全開!! 石原希望3rdBEST12時間（8月5日、MOODYZ）※単体ベスト
- 大嫌いな上司に卑猥な競泳水着モデルを命じられた私… ハミ乳ハミ毛ハイレグ姿に集団セクハラがエスカレートして廻された 石原希望（8月19日、MOODYZ）

### アダルトVR
- 天使スマイルの美巨乳彼女との同棲初日! 初めてみるスッピン顔も隠し持ってるオモチャがバレて恥じらう姿も挿入した瞬間にとろけちゃう敏感体質も完全独占! 付き合いたての熱々で一直線な中出しエッチッチ 石原希望（7月16日、kawaii*）
- 方言女子と青春中出しVR 休日の教室に呼び出され2人だけの空間、絶対美少女と制服エッチ 石原希望（7月24日、本中）
- 石原希望 ボクのことを好き過ぎるご奉仕メイドとのなんともうらやましい日常。（7月26日、CRYSTAL VR）
- 超ラッキースケベ配達員VR【SNSでも大人気】 あの方言素人娘が出会って速攻、中出し懇願してくるッ! さらに寝室に移動して延長中出しSEXまでッ!!! （9月17日、SODクリエイト）
- 電網少女-INTERNET GIRL NOZOMI-解き放たれた20年分のエロス 石原希望（9月21日、kawaii*）
- 攻撃の手を緩めない貪り誘惑 誰よりも愛された後輩にカラダの髄までトロトロに喰われたボク 石原希望（9月24日、KMPVR-bibi-）
- 好きになる以外考えられないほど天才的に可愛い年下幼馴染。本気汗×本気汁の孕ませ中出しSEX 石原希望（9月26日、KMPVR-彩-）
- 逆バニー倶楽部VR 濃厚接吻・全身舐めでおもてなし! VIPルームでエッチなサービス大量連続射精! 石原希望（9月28日、SODクリエイト）
- 石原希望プレミアムVR初登場! 免許合宿でワンチャン恋愛は男も女も一緒! 関西から来ていた希望ちゃんからまさかの愛の告白! 明日、離れ離れになる前に卒業試験の合格祝いをアナタの部屋で…!（9月30日、PREMIUM）
- ボイン近距離アングル! チート級笑顔でベロキス! 明るくて性欲旺盛な彼女の妹のおっぱい誘惑に完全敗北した僕VR 石原希望（10月27日、E-BODY）
- 「ボルトかよ…」早漏で破局危機の僕は一ヶ月禁欲して精子充電! イッてもイッても抜かずの中出し連続ピストンでイッた直後も突きまくってイカせまくる大量潮吹かせエッチッチ 石原希望（11月16日、kawaii*）

- 史上最高のイチャイチャ感 石原希望を抱く新次元ハメ撮りVR（3月10日、MOODYZ）
- 「関西人ってイクときアカンて言うの?って知りたがってたやん。【百聞は一見にしかず】やで!」 出張相部屋逆NTR ほろ酔い部下にマウントを奪われ…石原希望式! 天井特化スパイダー騎乗位の破壊力たるや…（5月28日、MOODYZ）
- しゃぶるのヤメへんで、舐めるのスキやから フェラチオの天才 ASMR特化 べろりんちょナースVR（8月27日、MOODYZ）
- 好きになる以外考えられないほど天才的に可愛い年下幼馴染。本気汗×本気汁の孕ませ中出しSEX（9月16日、KMPVR-彩-）
- デリヘル呼んだら高飛車な職場の後輩が来た。これってただマンしていいやつだよな?（9月22日、MOODYZ）
- 攻撃の手を緩めない貪り誘惑 誰よりも愛された後輩にカラダの髄までトロトロに喰われたボク（9月24日、KMPVR-bibi-）

- 石原希望と1泊2日でイチャイチャラブラブ温泉旅行 笑顔とイキ顔がVR史上最多MAX! プライスレスデート決定版150分2SEXフルボリューム!!（3月15日、MOODYZ）
- 性欲モンスター・石原希望とカラダの相性良すぎでヤリまくりVR! 魅力全開8K高画質SPECIAL!!（10月4日、MOODYZ）

- 石原希望 SUPER BODY × 8KVR超高画質2SEX Special（3月8日、MOODYZ）
- 「服を着ている石原と、服を着ていない石原、どっちが好きなん?」 古着屋でアルバイトを始めたら… 先輩がまさかの石原希望だった!!（6月5日、MOODYZ）
- オタクに優しいイケイケGALとまさかの化学反応… 汗と精液の匂いに包まれた青春セックス劇 石原希望 葵いぶき（7月20日、MOODYZ）
- カラミざかり SIDE:T VR実写化 原作/桂あいり シリーズ累計販売数500万部突破 伝説の青春同人マンガの世界へ 石原希望 八木奈々（8月31日、MOODYZ）
- カラミざかり SIDE:K VR実写化 原作/桂あいり シリーズ累計販売数500万部突破 伝説の青春同人マンガの世界へ 八木奈々 石原希望（8月31日、MOODYZ）
  - カラミざかりVR SIDE:T & K ダブルパック版（8月31日、MOODYZ）※上記作品『カラミざかりVR SIDE:T / SIDE:K』の2作品セット版。2週間限定（8月31日から9月14日まで）販売の特別価格商品。

- ウチがSEX上手くなるように治療してアゲル 美女ナースのHowTo中出しセックスでチンポlevel100にならないと退院できない病院 マンツーマンのヌケて学べる中出し2SEX治療! 5チャプター135分! 石原希望（2月27日、MOODYZ）
- 癒しとエロスの女神 おっとり先輩ナースうんぱい 愛と勇気が友達 ちゃきちゃき後輩ナース石原希望 性格正反対のえちえちご奉仕ナース2人が入院生活の不安も溜まったザーメンもぜ～んぶ取り除いてくれる絶対に退院したくないハーレム性処理病棟（4月15日、MOODYZ）

### アダルト配信
- のぞみ（bkkn107）（7月26日、ボクとカノジョ。）
- のぞみ（with068）（9月11日、S-CUTE）
- のぞみ 2（scute1041）（9月4日、S-CUTE）
- のぞみ 3（scute1042）（9月18日、S-CUTE）
- のぞみ（tkwa112）（9月27日、ときわ映像）
- のぞみ 2（tkwa113）（10月1日、ときわ映像）

- のぞみさん（otat001）（3月1日、GO! GO! お手当ちゃん）
- のぞみ（niqn001）（3月7日、肉女子キュンキュン♪）

### イメージDVD / BD
- Nozomi wish a hope!（2020年12月17日、REbecca）◎
- Nozomi2 Wings of hope!（2022年6月16日、REbecca）◎
- 湯女美人 石原希望（2022年12月21日、スパイスビジュアル）
- Nozomi3 Rays of hope!（2023年12月21日、REbecca）◎
- Nozomi4 Dreams of hope!（2024年11月7日、REbecca）◎
- 美女のハダカ 石原希望（2025年2月26日、スパイスビジュアル）
- Nozomi5 Snowfield of hope!（2025年8月7日、REbecca）◎

### 写真集
- Hopeful（2020年10月30日、徳間書店、撮影：植野恵三郎）ISBN 978-4-19-865180-0[89]
- Soleil（2022年5月31日、徳間書店、撮影：上野勇）ISBN 978-4-19-865467-2 [90]
- 石原希望写真集 渇望 desire（2025年5月23日、徳間書店、撮影：藤本和典）ISBN 978-4-19-865997-4 [91]

### ポーズ集
- スーパーポーズブック キュートボディ編（2021年10月23日、コスミック出版、撮影：KANJI）ISBN 978-4774792439

### デジタル写真集
- 120ページ全て撮り下ろし! MOODYZ専属女優12名PHOTO BOOK（5月31日、FANZA BEAUTY COLLECTION）※AVメーカー「MOODYZ」専属女優によるオリジナルフォトブック。FANZA限定配信。
- ＃Escape 石原希望（6月18日、ジーオーティー、撮影：manimanium）
- 週刊ポストデジタル写真集 石原希望 奔放なオンナ（8月2日、小学館、撮影：西田幸樹）※FANZA限定版は通常版とは異なる表紙写真を使用。また、通常版未収録カット（30P）を追加収録[92]。
- とられち 石原希望（9月13日、TranceRetinal、撮影：コハラタケル）
- トリック or セクシーハロウィンキャンペーンキュートでエッチなSpecialPhotoBook（10月1日、FANZA BEAUTY COLLECTION、撮影：羊肉るとん）※『トリックorセクシーハロウィンキャンペーン2021』キャンペーンガール6名によるオリジナルフォトブック。FANZA限定配信。
- Count sheep【Nap】（11月26日、ジーオーティー、撮影：羊肉るとん）
- Count sheep【Sleep】（11月26日、ジーオーティー、撮影：羊肉るとん）

- ゴールデンウィーク大感謝祭2022 SPECIAL PHOTO BOOK（4月22日、FANZA BEAUTY COLLECTION）※FANZA『ゴールデンウィーク大感謝際2022』キャンペーンガール5名によるオリジナルフォトブック。FANZA限定配信。
- なんかぁ天気よくなくないWowwoh 石原希望（6月1日、徳間書店、撮影：上野勇）
- プレミアムヌードシリーズ 石原希望 桜色の君が好き 週刊現代デジタル写真集（7月25日、講談社、撮影：福島裕二）
- プレミアムヌードシリーズ 石原希望 ワイルドキャット 週刊現代デジタル写真集（7月26日、講談社、撮影：福島裕二）
- ゆらとのぞみ 石原希望（9月2日、FANZA BEAUTY COLLECTION、撮影：青山裕企）※FANZA GAMES『先生、学校でしようよ!』内で使用されなかった未公開カットを収録したデジタル写真集。架乃ゆらとの共演カットも12P収録。FANZA限定配信。
- みんなあつまれ MOODYZキャンペーン2022 Special Photo Book（11月4日、FANZA BEAUTY COLLECTION）※MOODYZ出演女優（計32名）の撮り下ろし写真を収録。FANZA限定配信。

- 石原希望 あの時のまま vol.1 FRIDAYデジタル写真集（11月17日、講談社、撮影：吉場正和）
- 石原希望 あの時のまま vol.2 FRIDAYデジタル写真集（11月17日、講談社、撮影：吉場正和）
- 石原希望 あの時のまま vol.3 オール未公開100カット超完全版 FRIDAYデジタル写真集（11月17日、講談社、撮影：吉場正和）

- みんなあつまれ MOODYZキャンペーン2024 スペシャルフォトブック（3月15日、FANZA BEAUTY COLLECTION）※FANZA「みんなあつまれ! MOODYZキャンペーン2024」キャンペーンガール16名の撮り下ろし写真を収録。FANZA限定配信。
- GW大感謝祭2024 Special Photo Book（4月26日、FANZA BEAUTY COLLECTION）※FANZA『GW大感謝祭2024』キャンペーンガール5名によるオリジナルフォトブック。FANZA限定配信。
- Count sheep【POWER NAP】葵いぶき 石原希望（6月14日、ジーオーティー、撮影：羊肉るとん）
- Count sheep【DEEP SLEEP】葵いぶき 石原希望（6月14日、ジーオーティー、撮影：羊肉るとん）
- 石原希望写真集「見なれたぬくもり」（8月14日、集英社、撮影：馬込将充）[93]

- AV大好きキャンペーン2025フォトブック（2025年1月31日、FANZA BEAUTY COLLECTION）※『AV大好きキャンペーン2025』キャンペーンガール4名によるオリジナルフォトブック。FANZA限定配信。
- MOODYZキャンペーン2025 Special Photo Book（2月21日、FANZA BEAUTY COLLECTION）※「MOODYZキャンペーン2025」キャンペーンガール10名によるオリジナルフォトブック。FANZA限定配信。

## 製品

### トレーディングカード
- ジューシーハニー コレクションカード（株式会社ミント）
  - PLUS ＃11 石原希望 紗倉まな 高橋しょう子 安位カヲル（2021年8月28日）
- Girl‘s Party Collection -THE FAN♡FUN Trump-（Girl‘s Party Collection）
  - 第1弾（2022年4月15日）
  - 第2弾（2022年8月8日）
  - 第3弾（2022年12月23日）
  - 第6弾（2024年2月29日）
  - 第8弾（2025年3月14日）

### カレンダー
- 石原希望 2022年カレンダー（2021年10月2日、SUNCARAT）
- 卓上 石原希望 2022年カレンダー（2021年10月2日、SUNCARAT）
- 石原希望 2023年カレンダー（2022年9月17日、SUNCARAT）
- 卓上 石原希望 2023年カレンダー（2022年9月17日、SUNCARAT）
- 石原希望 2024年カレンダー（2023年11月18日、SUNCARAT）
- 卓上 石原希望 2024年カレンダー（2023年11月25日、SUNCARAT）
- 石原希望 2025年カレンダー（2024年11月9日、SUNCARAT）
- 卓上 石原希望 2025年カレンダー（2024年11月9日、SUNCARAT）

### アパレル関連
- FANZA × MOODYZ × 石原希望 オリジナルパーカー（2020年12月25日、FANZAコラボ）
- 【石原希望】HOPE Tee by MNKM（2021年12月10日、fempass BeV）
- 【石原希望】HOPE Long sleeve by MNKM（2021年12月10日、fempass BeV）
- 【石原希望】HOPE Sweatshirt by MNKM（2021年12月10日、fempass BeV）
- 【石原希望 / 小野六花】Aesthetic Taste Tee by MNKM（2021年12月10日、fempass BeV）
- 【石原希望 / 小野六花】Aesthetic Taste Long sleeve by MNKM（2021年12月10日、fempass BeV）
- 【石原希望 / 小野六花】Aesthetic Taste Hoodie by MNKM（2021年12月10日、fempass BeV）

### アダルトグッズ
オナホール
- ぷるるん巨乳 もぎたて スク水美○女 石原希望（2020年12月5日、日暮里ギフト）
- AV ONA CUP ＃016 石原希望（2021年7月29日、日暮里ギフト）
- ののみのふわ乳まん（2020年12月5日、日暮里ギフト）
- 神フェラ クラシック 石原希望（2023年12月12日、SSI JAPAN）
- 日本の名器 石原希望（2024年1月25日、SSI JAPAN）

ローション
- スク水美○女のもぎたて汁 石原希望 80ml（2020年12月5日、日暮里ギフト）
- AV ONA LOTION 石原希望 500ml（2023年4月20日、日暮里ギフト）
- 日本のローション 石原希望 180ml（2024年1月25日、SSI JAPAN）

## 出演・掲載

### テレビ
- もう!バカリズムさんの超H! #22,#24（2021年3月1日,6月28日、フジテレビONE）
- セクシー女優カラオケグランプリ  ～キラキラした思い出を添えて～（2021年3月31日、BSスカパー）[94]
- ビーチ9（2021年2月 - 2023年10月、2023年12月 - 2024年3月、テレビ埼玉）- 2月はゲスト。3月以降はMCアシスタント[59]
- まこりんレディオ（2021年9月17日、10月16日、エンタ!959）
- 架乃ゆらのLOVE昭和（2022年、エンタ!959）
- 月ともぐら（2023年2月10日 ‐ 3月17日・7月14日 - 9月15日・10月27日 - 11月10日・12月22日 - 2024年1月5日・2月9日 - 3月15日・6月7日 - 6月14日・7月5日 - 9月27日・11月29日 - 2025年5月16日・7月25日 - 、テレビ東京）
- ゴッドタン（2024年5月26日 、テレビ東京）
- ケンコバのバコバコナイト（2024年11月、サンテレビ）

### ネット配信
- かまいガチABEMA特別編（2022年6月1日、ABEMA）[95]
- 鶴瓶&ナイナイのちょっとあぶないお正月（2023年1月2日、ABEMA） - ゴルフ美女役
- 鶴瓶＆ナイナイのちょっとあぶないお正月2023（2024年1月1日、ABEMA）- 別班美女[96]
- 愛のハイエナ2（2024年3月26日 - 4月16日、ABEMA）
- 石原希望がなんでもやったるで!（2024年4月12日 - 、DMMオンラインサロン・エンタちゃん放送局）
- カチコチTV（FANZA TV）不定期出演
- 東京スキャンダルクラブ（2024年5月15日 - 6月12日、FANZA TV）
- 鶴瓶&ナイナイのちょっとあぶないお正月2025（2025年1月1日、ABEMA）- ブレイキン世界大会日本代表美女役

### ラジオ
- ねむチキ（2021年9月12日・19日・2022年8月21日・28日・2023年4月2日・9日・6月25日・7月2日・2024年2月11日・11月3日・10日・2025年4月27日・5月4日、TBSラジオ）
- 好きがつながる すがちゃん大ちゃんの #ノボリギミ 〜地上波スペシャル〜（2024年3月12日、文化放送）音声メッセージ

### WEBラジオ
- 石原希望の超HOPEちゃんラジオ（2022年10月5日 - 、毎週水曜21時から生配信、Radiotalk）
- しずる村上のWALK THIS 麺（2024年12月29日、AuDee）[97]

### 配信ドラマ
- 夫婦専用シェアハウス ヴィーナス ～3男4女の共同生活～（2021年10月1日、BBB/Production Lenny、全6話）‐ 紫藤ひかり 役
- 極道アパート partII 僕とあの娘のエクスタシーDAYS（2021年12月6日、シネマファスト）- 静香 役[98]
- ミッドナイト・シンデレラ2　真夜中の小アクマ美女に気をつけろ！（2022年2月9日、シネマファスト）- 日奈子 役[99]

### 舞台
- 舞台版 月ともぐら 胸キュンコラボグランプリ（2023年10月5日、東京・草月ホール）- キャバ嬢希望/黒子 役[100]
- 舞台版 月ともぐら 第2回　胸キュンコラボグランプリ（2024年10月25日、東京・草月ホール）-「小籠包親方」希望 役[101]

### ウェブアニメ
- 大学生ズの恋。（2022年9月17日、9月18日、大学生ズの恋。YouTube チャンネル）- 石原希望 役[102]

### トークライブ
- 石原希望のデビュー1周年記念!「語らせてもろて。」vol.1（2022年01月23日、東京・阿佐ヶ谷ロフトA）[103]　※当初は2021年6月5日に開催予定だったが緊急事態宣言延長により中止された。
- ムーディーズ専属2周年記念!石原希望のトークイベント『語らせてもろて。』vol.2（2022年01月23日、東京・新宿ロフトプラスワン）
- 石原希望のトークイベント『語らせてもろて。』vol.3生誕スペシャル（2023年7月30日、東京・新宿ロフトプラスワン）[104]
- DMMオンラインサロン開局記念トークショー Vol.2（2024年3月14日、東京・新宿ロフトプラスワン）[105]
- お月ちゃん大集合! スペシャルトークライブイベント-ちょっとお時間いいですか?（2024年6月15日、東京・グレースバリ渋谷）[106]

### 音楽イベント
- 月で逢いましょう ニューカマースペシャル（2022年1月31日、三軒茶屋グレープフルーツムーン）
- 月で逢いましょう vol.43（2022年5月27日、三軒茶屋グレープフルーツムーン）
- 月で逢いましょう vol.58（2022年11月17日、三軒茶屋グレープフルーツムーン）[107]
- 月で逢いましょう vol.74（2023年6月1日、東京・三軒茶屋グレープフルーツムーン）[69]
- ミルジェネLIVE箱推し企画『LIGHT編』MOON-LIGHT伝説 Vol.2（2024年1月25日、東京・三軒茶屋グレープフルーツムーン）[108]

### ゲーム
- 社長と美女たちの二重奏（2024年3月6日[109]、CREAM SOFT）- 斎藤茉凛 役[110]
- ハーレムオブトーキョー（2024年10月4日、DMM GAMES）

### パチンコ
- Pジューシーハニー極嬢MA（2025年1月、サンセイアールアンドディ）[111]

### 雑誌

#### 2020年
- 週刊ポスト 2020年10/30号（小学館）- グラビア「初ヘアヌード」
- 週刊大衆 2020年11/2号（双葉社）- 「人気AV女神15人「アソコ&過激SEX」(恥) 告白」
- 月刊FANZA 2020年12月号（ジーオーティー）- 表紙
- 週刊実話 2020年12月31日号（日本ジャーナル出版）- グラビア「旬の20歳はいかがですか?」

#### 2021年
- 月刊FANZA 2021年1月号（ジーオーティー）- インタビュー
- 週刊実話 2021年5月27日号（日本ジャーナル出版）- グラビア「三上悠亜 & 石原希望 どっちのおっぱいが好き?」
- FLASH 2021年8/10号（光文社）- 袋とじ「ワクワクドキドキ全裸合宿」
- 週刊ポスト 2021年8/13号（小学館）- グラビア
- 月刊FANZA 2021年9月号（ジーオーティー）- グラビア
- 週刊実話 2021年12月2日号（日本ジャーナル出版）- グラビア「神宮寺ナオ・小野六花・石原希望・夏目響 全裸のビーナス4連発」
- 月刊FANZA 2022年1月号（ジーオーティー）- グラビア

#### 2023年
- 月刊FANZA 2023年5月号（ジーオーティー）- 表紙